# Vederkruidfamilie
De vederkruidfamilie (Haloragaceae) is een familie van tweezaadlobbige struiken en kruidachtige planten. De familie komt wereldwijd voor, speciaal in Australië.
In Nederland komt alleen het geslacht Vederkruid (Myriophyllum) voor, met op Wikipedia de soorten aarvederkruid (Myriophyllum spicatum), kransvederkruid (Myriophyllum verticillatum) en teer vederkruid (Myriophyllum alterniflorum).
Het gaat om een niet al te grote familie, van 145 soorten. Volgens Vascular Plant Families and Genera (1992) horen de volgende geslachten tot deze familie:
- Glischrocaryon, Gonocarpus, Haloragis, Haloragodendron, Laurembergia, Meziella, Myriophyllum, met 60 soorten waterplanten, Proserpinaca, Vinkia

In het Cronquist-systeem (1981) werd de vederkruidfamilie in de orde Haloragales ondergebracht. Daarentegen plaatste het Wettstein-systeem (1935) haar in de orde Myrtales.